# Марко Тарделлі
Марко Тарделлі (італ. Marco Tardelli, * 24 вересня 1954, Кареджне) — колишній італійський футболіст, захисник, півзахисник. По завершенні ігрової кар'єри — футбольний тренер. Наразі як помічник головного тренера входить до тренерського штабу національної збірної Ірландії.
Як гравець насамперед відомий виступами за клуб «Ювентус», а також національну збірну Італії.
П'ятиразовий чемпіон Італії. Дворазовий володар Кубка Італії. Володар Кубка УЄФА. Володар Кубка Кубків УЄФА. Володар Кубка чемпіонів УЄФА. У складі збірної — чемпіон світу.

## Клубна кар'єра
У дорослому футболі дебютував 1972 року виступами за команду клубу «Піза», в якій провів два сезони, взявши участь у 41 матчі чемпіонату.
Протягом 1974—1975 років захищав кольори команди клубу «Комо».
Своєю грою за останню команду привернув увагу представників тренерського штабу клубу «Ювентус», до складу якого приєднався 1975 року. Відіграв за «стару синьйору» наступні десять сезонів своєї ігрової кар'єри. Більшість часу, проведеного у складі «Ювентуса», був основним гравцем команди. За цей час п'ять разів виборював титул чемпіона Італії, ставав володарем Кубка Італії (двічі), володарем Кубка УЄФА, володарем Кубка Кубків УЄФА, володарем Кубка чемпіонів УЄФА.
Протягом 1985—1987 років захищав кольори команди клубу «Інтернаціонале».
Завершив професійну ігрову кар'єру у швейцарському клубі «Санкт-Галлен», за команду якого виступав протягом 1987—1988 років.

## Виступи за збірну
1976 року дебютував в офіційних матчах у складі національної збірної Італії. Протягом кар'єри у національній команді, яка тривала 10 років, провів у формі головної команди країни 81 матч, забивши 6 голів. У складі збірної був учасником чемпіонату світу 1978 року в Аргентині, чемпіонату Європи 1980 року в Італії, чемпіонату світу 1982 року в Іспанії, здобувши того року титул чемпіона світу, чемпіонату світу 1986 року у Мексиці.

## Кар'єра тренера
Розпочав тренерську кар'єру відразу ж по завершенні кар'єри гравця, 1988 року, очоливши тренерський штаб юнацької збірної Італії U-16.
В подальшому входив до тренерських штабів молодіжної та національної збірних команд Італії. Очолював команди клубів «Комо», «Чезена», «Інтернаціонале», «Барі» та «Ареццо».
Протягом 1997—2000 років перебував на чолі молодіжної збірної Італії, привів цю команду до перемоги на молодіжному Євро-2000. 2004 року очолював національну збірну Єгипту.
З 2008 року входить до тренерського штабу національної збірної Ірландії, очолюваного відомим італійським спеціалістом Джованні Трапаттоні.
| Дата       | Місто                    | Господарі        | Результат             | Гості          | Турнір                        | Голи | Примітки       |
| ---------- | ------------------------ | ---------------- | --------------------- | -------------- | ----------------------------- | ---- | -------------- |
| 07/04/1976 | Турин                    | Італія           | 3 – 1                 | Португалія     | товариський матч              | -    |                |
| 23/05/1976 | Вашингтон                | США              | 0 – 4                 | Італія         | товариський матч              | -    |                |
| 31/05/1976 | Нью-Гейвен (Коннектикут) | Бразилія         | 4 – 1                 | Італія         | товариський матч              | -    |                |
| 05/06/1976 | Мілан                    | Італія           | 4 – 2                 | Румунія        | товариський матч              | -    |                |
| 22/09/1976 | Копенгаген               | Данія            | 0 – 1                 | Італія         | товариський матч              | -    |                |
| 25/09/1976 | Рим                      | Італія           | 3 – 0                 | Югославія      | товариський матч              | -    |                |
| 16/10/1976 | Люксембург (місто)       | Люксембург       | 1 – 4                 | Італія         | Відбір до ЧС 1978             | -    |                |
| 17/11/1976 | Рим                      | Італія           | 2 – 0                 | Англія         | Відбір до ЧС 1978             | -    |                |
| 22/12/1976 | Лісабон                  | Португалія       | 2 – 1                 | Італія         | товариський матч              | -    |                |
| 26/01/1977 | Рим                      | Італія           | 2 – 1                 | Бельгія        | товариський матч              | -    |                |
| 08/06/1977 | Гельсінкі                | Фінляндія        | 0 – 3                 | Італія         | Відбір до ЧС 1978             | -    |                |
| 08/10/1977 | Західний Берлін          | ФРН              | 2 – 1                 | Італія         | товариський матч              | -    |                |
| 15/10/1977 | Турин                    | Італія           | 6 – 1                 | Фінляндія      | Відбір до ЧС 1978             | -    |                |
| 16/11/1977 | Лондон                   | Англія           | 2 – 0                 | Італія         | Відбір до ЧС 1978             | -    |                |
| 03/12/1977 | Рим                      | Італія           | 3 – 0                 | Люксембург     | Відбір до ЧС 1978             | -    |                |
| 21/12/1977 | Льєж                     | Бельгія          | 0 – 1                 | Італія         | товариський матч              | -    |                |
| 25/01/1978 | Мадрид                   | Іспанія          | 2 – 1                 | Італія         | товариський матч              | 1    |                |
| 08/02/1978 | Неаполь                  | Італія           | 2 – 2                 | Франція        | товариський матч              | -    |                |
| 08/05/1978 | Рим                      | Італія           | 0 – 0                 | Югославія      | товариський матч              | -    |                |
| 02/06/1978 | Мар-дель-Плата           | Італія           | 2 – 1                 | Франція        | ЧС 1978 - 1-й етап            | -    |                |
| 06/06/1978 | Мар-дель-Плата           | Італія           | 3 – 1                 | Угорщина       | ЧС 1978 - 1-й етап            | -    |                |
| 10/06/1978 | Буенос-Айрес             | Італія           | 1 – 0                 | Аргентина      | ЧС 1978 - 1-й етап            | -    |                |
| 14/06/1978 | Буенос-Айрес             | ФРН              | 0 – 0                 | Італія         | ЧС 1978 - 2-й етап            | -    |                |
| 18/06/1978 | Буенос-Айрес             | Італія           | 1 – 0                 | Австрія        | ЧС 1978 - 2-й етап            | -    |                |
| 21/06/1978 | Буенос-Айрес             | Нідерланди       | 2 – 1                 | Італія         | ЧС 1978 - 2-й етап            | -    |                |
| 20/09/1978 | Турин                    | Італія           | 1 – 0                 | Болгарія       | товариський матч              | -    |                |
| 23/09/1978 | Флоренція                | Італія           | 1 – 0                 | Туреччина      | товариський матч              | -    |                |
| 08/11/1978 | Братислава               | Чехословаччина   | 3 – 0                 | Італія         | товариський матч              | -    |                |
| 21/12/1978 | Рим                      | Італія           | 1 – 0                 | Іспанія        | товариський матч              | -    |                |
| 24/02/1979 | Мілан                    | Італія           | 3 – 0                 | Нідерланди     | товариський матч              | 1    |                |
| 26/05/1979 | Рим                      | Італія           | 2 – 2                 | Аргентина      | товариський матч              | -    |                |
| 26/09/1979 | Флоренція                | Італія           | 1 – 0                 | Швеція         | товариський матч              | -    |                |
| 17/11/1979 | Удіне                    | Італія           | 2 – 0                 | Швейцарія      | товариський матч              | 1    |                |
| 16/02/1980 | Неаполь                  | Італія           | 2 – 1                 | Румунія        | товариський матч              | -    |                |
| 15/03/1980 | Мілан                    | Італія           | 1 – 0                 | Уругвай        | товариський матч              | -    |                |
| 19/04/1980 | Турин                    | Італія           | 2 – 2                 | Польща         | товариський матч              | -    |                |
| 12/06/1980 | Мілан                    | Італія           | 0 – 0                 | Іспанія        | ЧЄ 1980 - 1-й етап            | -    |                |
| 15/06/1980 | Турин                    | Італія           | 1 – 0                 | Англія         | ЧЄ 1980 - 1-й етап            | 1    |                |
| 18/06/1980 | Рим                      | Італія           | 0 – 0                 | Бельгія        | ЧЄ 1980 - 1-й етап            | -    |                |
| 21/06/1980 | Неаполь                  | Чехословаччина   | 1 – 1 д.ч. (9-8 п.п.) | Італія         | ЧЄ 1980 - матч за 3 місце     | -    | 4-те місце     |
| 24/09/1980 | Генуя                    | Італія           | 3 – 1                 | Португалія     | товариський матч              | -    |                |
| 11/10/1980 | Люксембург (місто)       | Люксембург       | 0 – 2                 | Італія         | Відбір до ЧС 1982             | -    |                |
| 01/11/1980 | Рим                      | Італія           | 2 – 0                 | Данія          | Відбір до ЧС 1982             | -    |                |
| 15/11/1980 | Турин                    | Італія           | 2 – 0                 | Югославія      | Відбір до ЧС 1982             | -    |                |
| 06/12/1980 | Афіни                    | Греція           | 0 – 2                 | Італія         | Відбір до ЧС 1982             | -    |                |
| 03/01/1981 | Монтевідео               | Уругвай          | 2 – 0                 | Італія         | Золотий кубок чемпіонів світу | -    |                |
| 25/02/1981 | Рим                      | Італія           | 0 – 3                 | Європа         | товариський матч              | -    |                |
| 19/04/1981 | Удіне                    | Італія           | 0 – 0                 | НДР            | товариський матч              | -    |                |
| 03/06/1981 | Копенгаген               | Данія            | 3 – 1                 | Італія         | Відбір до ЧС 1982             | -    |                |
| 23/09/1981 | Болонья                  | Італія           | 3 – 2                 | Болгарія       | товариський матч              | -    |                |
| 17/10/1981 | Белград                  | Югославія        | 1 – 1                 | Італія         | Відбір до ЧС 1982             | -    |                |
| 05/12/1981 | Неаполь                  | Італія           | 1 – 0                 | Люксембург     | Відбір до ЧЄ 1984             | -    |                |
| 23/02/1982 | Париж                    | Франція          | 2 – 0                 | Італія         | товариський матч              | -    |                |
| 14/04/1982 | Лейпциг                  | НДР              | 1 – 0                 | Італія         | товариський матч              | -    |                |
| 28/05/1982 | Женева                   | Швейцарія        | 1 – 1                 | Італія         | товариський матч              | -    |                |
| 14/06/1982 | Віґо                     | Італія           | 0 – 0                 | Польща         | ЧС 1982 - 1-й етап            | -    |                |
| 18/06/1982 | Віґо                     | Італія           | 1 – 1                 | Перу           | ЧС 1982 - 1-й етап            | -    |                |
| 23/06/1982 | Віґо                     | Італія           | 1 – 1                 | Камерун        | ЧС 1982 - 1-й етап            | -    |                |
| 29/06/1982 | Барселона                | Італія           | 2 – 1                 | Аргентина      | ЧС 1982 - 2-й етап            | 1    |                |
| 05/07/1982 | Барселона                | Італія           | 3 – 2                 | Бразилія       | ЧС 1982 - 2-й етап            | -    |                |
| 08/07/1982 | Барселона                | Італія           | 2 – 0                 | Польща         | ЧС 1982 - півфінал            | -    |                |
| 11/07/1982 | Мадрид                   | Італія           | 3 – 1                 | ФРН            | ЧС 1982 - Фінал               | 1    | Чемпіони світу |
| 27/10/1982 | Рим                      | Італія           | 0 – 1                 | Швейцарія      | товариський матч              | -    |                |
| 13/11/1982 | Мілан                    | Італія           | 2 – 2                 | Чехословаччина | Відбір до ЧЄ 1984             | -    |                |
| 04/12/1982 | Флоренція                | Італія           | 0 – 0                 | Румунія        | Відбір до ЧЄ 1984             | -    |                |
| 12/02/1983 | Лімасол                  | Кіпр             | 1 – 1                 | Італія         | Відбір до ЧЄ 1984             | -    |                |
| 16/04/1983 | Бухарест                 | Румунія          | 1 – 0                 | Італія         | Відбір до ЧЄ 1984             | -    |                |
| 29/05/1983 | Гетеборг                 | Швеція           | 2 – 0                 | Італія         | Відбір до ЧЄ 1984             | -    |                |
| 16/11/1983 | Прага                    | Чехословаччина   | 2 – 0                 | Італія         | Відбір до ЧЄ 1984             | -    |                |
| 04/02/1984 | Рим                      | Італія           | 5 – 0                 | Мексика        | товариський матч              | -    |                |
| 07/04/1984 | Верона                   | Італія           | 1 – 1                 | Чехословаччина | товариський матч              | -    |                |
| 22/05/1984 | Цюрих                    | ФРН              | 1 – 0                 | Італія         | товариський матч              | -    |                |
| 30/05/1984 | Нью-Йорк                 | США              | 0 – 0                 | Італія         | товариський матч              | -    |                |
| 26/09/1984 | Мілан                    | Італія           | 1 – 0                 | Швеція         | товариський матч              | -    |                |
| 08/12/1984 | Пескара                  | Італія           | 2 – 0                 | Польща         | товариський матч              | -    |                |
| 05/02/1985 | Дублін                   | Ірландія         | 1 – 2                 | Італія         | товариський матч              | -    |                |
| 13/03/1985 | Афіни                    | Греція           | 0 – 0                 | Італія         | товариський матч              | -    |                |
| 03/04/1985 | Асколі-Пічено            | Італія           | 2 – 0                 | Португалія     | товариський матч              | -    |                |
| 02/06/1985 | Мехіко                   | Мексика          | 1 – 1                 | Італія         | товариський матч              | -    |                |
| 06/06/1985 | Мехіко                   | Італія           | 2 – 1                 | Англія         | товариський матч              | -    |                |
| 25/09/1985 | Лечче                    | Італія           | 1 – 2                 | Норвегія       | товариський матч              | -    |                |
| Усього     |                          | Матчів (8 місце) | 81                    |                | Голів                         | 6    |                |

## Титули і досягнення

### Як гравця
- Чемпіон Італії (5):

«Ювентус»: 1976–77, 1977–78, 1980–81, 1981–82, 1983–84
- Володар Кубка Італії (2):

«Ювентус»: 1978–79, 1982–83
- Володар Кубка УЄФА (1):

«Ювентус»: 1976–77
- Володар Кубка Кубків УЄФА (1):

«Ювентус»: 1983–84
- Володар Кубка європейських чемпіонів (1):

«Ювентус»: 1984–85
- Чемпіон світу (1):

1982

### Як тренера
- Переможець Середземноморських ігор: 1997
- Чемпіон Європи серед молодіжних команд (1):

2000